# Фиеско
Фиѐско (на италиански: Fiesco, на местен диалект: Fiesch, Фиеск) е село и община в Северна Италия, провинция Кремона, регион Ломбардия. Разположено е на 69 m надморска височина. Населението на общината е 1206 души (към 2016 г.).